# Lantán
A lantán a periódusos rendszer 57-es rendszámú eleme, vegyjele La, nyelvújításkori neve latany. Ezüstös színű fém, a lantanoidák közé tartozik. A természetben elsősorban ritkaföldfémekkel (pl. cériummal) alkotott ásványokban található meg. 
Nevét Jöns Jakob Berzelius javasolta a görög lanthanó (λανθάνω = elrejtett) szó alapján, mert a cériumföldben nagyon nehezen találták meg.
Képlékeny, könnyen megmunkálható fém, de a szabad levegőn gyorsan oxidálódik. Az iparban monacit és bastnasit ásványokból nyerik ki soklépcsős eljárás során. A lantán vegyületeit számos területen felhasználják, például katalizátorként, adalékanyagként üvegben, szcintillátorként, öngyújtók gyújtószerkezetében stb. A lantán-karbonátot veseelégtelenség kezelésére alkalmazták.

## Története, előfordulása
A cériumföldben találta meg Mosander 1843-ban és fémes alakban is előállította. Együtt fordul elő a ritkaföldfémekkel; a cerit nevű ásvány kalcium- és vastartalmú ritkaföldfém-szilikát. A monacit (CePO4) is mindig tartalmaz lantánt. Bár önálló lantánásvány nincs, mégsem tartozik a ritka elemek közé, az ólomnál gyakoribb.

## Előállítása
Elektrolitikus úton állítják elő.
{\displaystyle \mathrm {2\ LaCl_{3}\rightarrow 2\ La+3\ Cl_{2}} }

## Tulajdonságai

### Fizikai tulajdonságok
Fehér, közepes fajsúlyú, nyújtható fém, amely szobahőmérsékleten hatszöges kristályokba rendeződik, de rétegei illeszkedésének sorrendje más, így a c-tengely kétszeres hosszúságú. Könnyen oxidálódik (egy centiméteres nagyságrendű minta egy éven belül teljesen eloxidálódik), ezért tiszta formában csak kutatási céllal használják.

### Kémiai tulajdonságok
A lantán két oxidációs számmal rendelkezik: +2, +3. Ezek közül a +3-as állapota a stabilabb. Például a LaH3 stabilabb a LaH2-nél. A lantán már 150 °C-on elég, lantán(III)-oxidot képezve:
{\displaystyle \mathrm {4\ La+3\ O_{2}\rightarrow 2\ La_{2}O_{3}} }
Szobahőmérsékleten azonban a levegőben lévő pára is részt vesz a reakcióban, és hidratált oxid keletkezik, miközben a térfogata jelentősen megnő.
Nitrogénben vagy ammóniában hevítve nitridet ad.
Rendkívül elektropozitív elem, hideg vízzel lassan, meleg vízzel viszont nagyon gyorsan reakcióba lép, és lantán-hidroxidot képez:
{\displaystyle \mathrm {2\ La+6\ H_{2}O\rightarrow 2\ La(OH)_{3}+3\ H_{2}} }
200 °C fölött minden halogénnel élénken reagál:
{\displaystyle \mathrm {2\ La+3\ F_{2}\rightarrow 2\ LaF_{3}} }
{\displaystyle \mathrm {2\ La+3\ Cl_{2}\rightarrow 2\ LaCl_{3}} }
{\displaystyle \mathrm {2\ La+3\ Br_{2}\rightarrow 2\ LaBr_{3}} }
{\displaystyle \mathrm {2\ La+3\ I_{2}\rightarrow 2\ LaI_{3}} }
Híg kénsavban jól oldódik, ekkor is La3+ formában van jelen, komplexet ([La(OH2)9]3+) képezve:
{\displaystyle \mathrm {2\ La+3\ H_{2}SO_{4}\rightarrow 2\ La^{3+}+3\ SO_{4}^{2-}+3\ H_{2}} }
Magasabb hőmérsékleten nitrogénnel, szénnel, kénnel, foszforral, bórral, szelénnel és arzénnel is reakcióba lép.

### Kimutatása
Oldatából oxálsavval fehér csapadék válik ki. A bázisos lantán-acetát jódtól kékre színeződik úgy, mint a keményítő.

### Izotópjai
A természetben két izotópja található meg, a stabil 139La, amely a lantán mennyiségének 99,91%-át adja, és a radioaktív 138La. Összesen 38 radioaktív izotópját írták le, ezek közül a legstabilabbak a 138La, 1,05·1011 év felezési idővel, és a 137La, 60 000 év felezési idővel. A többi radioaktív izotópjának felezési ideje kevesebb mint egy nap, többségüké pedig 1 perc alatt van. A 138La, akárcsak a 180mTa, a ν-folyamatban jön létre, melyben neutrínók stabil atommagokkal reagálnak.

### Biológiai tulajdonságok
A lantán segíti a Solanum nigrum növekedését és a kadmium és az ólom endocitózisos fitoremediációját.

## Fordítás
- Ez a szócikk részben vagy egészben  a   Lanthanum című angol Wikipédia-szócikk ezen változatának fordításán alapul.  Az eredeti cikk szerkesztőit annak laptörténete sorolja fel. Ez a jelzés csupán a megfogalmazás eredetét és a szerzői jogokat jelzi, nem szolgál a cikkben szereplő információk forrásmegjelöléseként.